# سوداد

سوداد، نام اثری است از نقاش برزیلی خوزه فراز د آلمیدا جونیور که در سال ۱۸۹۹ میلادی خلق شد. این اثر اکنون در مالکیت موزهٔ پیناکوتکای سائو پائولو قرار دارد.

سودآد (به پرتغالی: Saudade) واژه عمیقی در فرهنگ و زبان پرتغالی است و به معنای نوعی حالت روحی و حس نوستالژی، اندوه، دل‌تنگی و دل‌گرفتگی از نبودن فرد یا متعلقی است که دیگر احتمالاً هیچ‌گاه برنخواهد گشت. یک نوع اندوه و آسودگی خاطر توامان به‌جهت مطمئن شدن از هیچ وقت بازنگشتن فرد می‌باشد.

## در زبان پرتغالی
سودآد، همانی که تنها،
پرتغالی‌ها می‌توانند دریابند.
این واژه تنها از آنِ آنان است،
تا با آن احساس‌شان را بازگو کنند.
سروده‌ای از فرناندو پسوآ در اشاره به ویژگی واژه سوداد برای پرتغالی‌ها.

پرتغالی‌ها عقیده‌ دارند که درک عمق این واژه تنها برای افراد پرتغالی‌زبان مقدور است. به همین دلیل اغلب در سایر زبان‌ها، واژه‌ای معادل سوداد قرار نمی‌دهند و آن را به همان‌گونه می‌خوانند و می‌نویسند.

## در فرهنگ عامه
- سوداد نام یکی از ترانه‌های مشهور سزاریا اوورا است.